# Погода (фестиваль)
Погода — музичний фестиваль просто неба, який проводиться в Тренчині, Словаччина. Є найбільшою щорічною музичною подією в Словаччині. Поточне місце проведення — аеропорт Тренчина.
На фестивалі звучить альтернативна музика, рок, поп, танцювальна музика, хауз, техно, драм-н-бейс, хіп-хоп, а також проводяться театральні вистави, творчі дискусії, танцювальні та літературні вечори, грають камерну музику.
Рекорд відвідуваності було встановлено 2009 року, коли на фестивалі зібралося 33,000 глядачів. З 2010 року місткість фестивалю обмежена 30,000 особами.

## Історія

### 1990-і

#### 1997
Перший фестиваль був організований 29 червня 1997 року під назвою Kráľovská Pohoda та проводився на стадіоні в Тренчині. Було продано 140 квитків, проте сам захід відвідало 2000 глядачів. Для них виступали чотири словацьких, три чеські та один російський гурт.

#### 1998
Фестиваль переіменували в Dobre zvolená Pohoda. Також змінилась і локація, відтепер він проводився в «Pod Sokolicami». Фестиваль мав дві сцени — головну і танцювальну. Артисти зі Словаччини, Чехії, Польщі, Австрії та Фінляндії виступали для 3000 глядачів.

#### 1999
Захід проходив протягом двох днів — 16 та 17 липня, мав дві сцени та супровідні активності, такі як набивання татуювань та катання на повітряних кулях. Фестиваль щодня відвідувало 8000 людей.

### 2000-і

#### 2000
Фестиваль пройшов 21 і 22 липня, а його територія була значно збільшена завдяки сусідній зоні експозиції. Фестиваль містив чотири сцени — головну, дві танцювальних та рок-сцену. Окрім того, було багато інших активностей та подій. Хедлайнерами виступили Bomfunk MC's та Вілл Вайт з гурту Propellerheads. Захід щодня відвідували 20,000 осіб.

#### 2001
Проводився 20 і 21 липня, містив п'ять сцен — головна, рок/хіп-хоп, рок опен-ейр та три танцювальні сцени. Серед відомих артистів були Fun Lovin' Criminals, а фестиваль щодня відвідувало 18,000 людей.

#### 2002
Захід відбувся 19 та 20 липня з сімома сценами. Хедлайнерами фестивалю виступили Stereo MCs, Sneaker Pimps та Task Force. Відвідуваність - 20,000 щодня.

#### 2003
Фестиваль був проведений 18 та 19 липня. Хедлайнери: The Cardigans, Kosheen та Skatalites. Відвідуваність — 20,000 на день.

#### 2004
Фестиваль перенесли на нову локацію — аеропорт Тренчина. Він відбувся 16 та 17 липня. Хедлайнерами виступили Chumbawamba, Moloko, The Wailers, Asian Dub Foundation та IAMX.

#### 2005
Дати: 15—16 липня. Хедлайнери: The Prodigy, Garbage, Asian Dub Foundation, Little Louie Vega, Klezmatics, Roots Manuva та Macka B. Відвідуваність: 25,000 на день.

#### 2006
Дати: 14—15 липня. Хедлайнери: Coldcut, Pixies, The Frames, Danko Jones, Dizzee Rascal, Gogol Bordello, Наташа Атлас та Stereo MCs. Відвідуваність: 22,000 на день.

#### 2007
Дати: 20—21 липня. Хедлайнери: The Hives, Wu Tang Clan, Basement Jaxx та Mando Diao. Відвідуваність: 27,000 на день.

#### 2008
Дати: 18—19 липня. Хедлайнери: Fatboy Slim, The Streets, Editors, Matthew Herbert Big Band, Unkle, Соломон Берк, Mnozil Brass, Річард Мюллер, Лу Роудс, Blood Red Shoes та Audio Bullys. Відвідуваність: 30,000 на день.

#### 2009
Дати: 16—19 липня. Хедлайнери: Basement Jaxx, Патті Сміт, Pendulum, The Ting Tings та High Contrast. 18 липня мали виступати Travis, Klaxons і Lamb, проте фестиваль було скасовано. Через сильний вітер і зливу накриття сцени O2 впало на натовп, вбивши двох та травмувавши кілька десятків осіб.
Попри трагедію, організатори вирішили продовжити фестиваль в наступному році.

## 2010-і

#### 2010
Дати: 8—10 липня. Хедлайнери: The xx, Klaxons, Crystal Castles, Хосе Гонсалес, Scissor Sisters, Friendly Fires, Digitalism (DJ set), The Stranglers, The Futureheads, New Young Pony Club, Does It Offend You, Yeah?, múm, Autechre, Jape, These New Puritans, Leftfield, Ієн Браун та Collegium Musicum. Відвідуваність: обмежено до 30,000 осіб.

#### 2011
Дати: 7—9 липня. Хедлайнери: Moby, Portishead, Madness, Pulp, Lamb, Peter Bjorn and John, Santigold, M.I.A., Public Image Ltd, Imogen Heap, Rusko, Magnetic Man, Beirut та Dirtyphonics.

#### 2012
Дати: 5—7 липня. Хедлайнери: Kasabian, Лу Рід, The Kooks, Elbow, Two Door Cinema Club, Orbital, Анна Калві, Еміліана Торріні, Елоу Блек, Public Enemy, Ян Тірсен та Bat for Lashes.

#### 2013
Дати: 11—13 липня. Хедлайнери: Atoms for Peace, Kaiser Chiefs, Bloc Party, Nick Cave and the Bad Seeds, Smashing Pumpkins, Амон Тобін, Кейт Неш, Justice та Django Django.

#### 2014
Дати: 10—12 липня. Хедлайнери: Kraftwerk, Suede, Келіс, Tame Impala, Travis, Tricky, Азілія Бенкс, Goldfrapp, Mogwai, Disclosure, Moderat.

#### 2015
Дати: 9—11 липня. Хедлайнери: Б'єрк, Ману Чао, Die Antwoord, FFS, Einstürzende Neubauten, CocoRosie, Eagles of Death Metal, Of Montreal, Кейт Темпест.

#### 2016
Дати: 7—9 липня. Хедлайнери: The Prodigy, Sigur Rós, PJ Harvey, Джеймс Блейк, Parov Stelar, Flying Lotus, The Vaccines, Savages, DJ Shadow, Рошин Мерфі, Ніна Кравіц, Gogol Bordello.

#### 2017
Дати: 6—8 липня. Хедлайнери: Соланж, Alt-J, M.I.A., Ylvis, Birdy, The Jesus and Mary Chain, Джейк Баґґ, Boys Noize, Родріго і Габріела, Slowdive, Future Islands.

#### 2018
Дати: 5—7 липня. Хедлайнери: The Chemical Brothers, St. Vincent, Джеймі Каллум, Blossoms, Everything Everything, Ride, Джессі Вейр, Зіггі Марлі, Аврора Акснес, Сіксто Родрігес, LP, Денні Браун.

#### 2019
Дати: 11—13 липня. Хедлайнери: Ліам Галлахер, The 1975, The Roots, Skepta, Шарлотта Генсбур, Майкл Ківанука, Мак Демарко, Mura Masa, Little Big, Lola Marsh.

#### 2020
Дати: 9—11 липня. Хедлайнери: Stormzy, FKA Twigs, Lykke Li, Том Йорк, The Libertines, Wolf Alice, Glass Animals, Річі Готін, slowthai, Metronomy.